# 9月23日
9月23日（くがつにじゅうさんにち）は、グレゴリオ暦で年始から266日目（閏年では267日目）にあたり、年末まであと99日ある。

## できごと

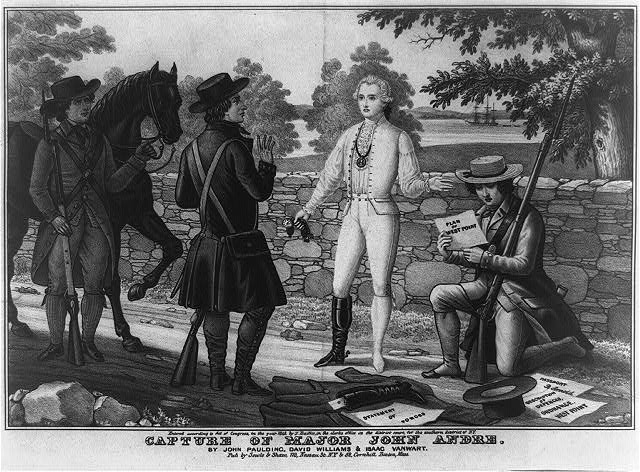
1780年、ジョン・アンドレ逮捕

- 1122年 - 叙任権闘争: 神聖ローマ皇帝ハインリヒ5世とローマ教皇カリストゥス2世がヴォルムス協約を締結。
- 1338年 - アルネマイデンの戦い: 英国と仏蘭西で始まった百年戦争最初の海戦。英国船クリストファーが3門の大砲と1門の手銃を備えており、ヨーロッパにおける海戦で史上初めて大砲が使われた。
- 1409年 - ヘルレン（臚朐河）の戦い（英語版）、明軍がモンゴル軍に勝利。
- 1459年 - 薔薇戦争: ブロア・ヒースの戦いが起こる。
- 1543年（天文12年8月25日） - 種子島西村前之浜にポルトガル人を乗せた船が漂着（鉄砲伝来）。
- 1561年 - スペイン王フェリペ2世がフロリダでの植民地化を停止するよう命ずるセドゥラ（英語版）を発布。
- 1568年 - サン・フアン・デ・ウルアの戦い（英語版）が起こる。英西間の貿易紛争。
- 1597年（慶長2年8月12日） - 慶長の役：南原城の戦いが始まる。
- 1641年 - 10万ポンド以上の金（今日では10億ポンド以上の価値がある）の宝物を運ぶイギリス商船マーチャント・ロイヤル（英語版）がランズエンド岬沖の海で沈没する。
- 1779年 - アメリカ独立戦争: フランボルーヘッドの戦い（英語版）。
- 1780年 - アメリカ独立戦争: イギリス人将校ジョン・アンドレをスパイ容疑で逮捕。
- 1803年 - 第二次マラーター戦争: アッサイェの戦い。
- 1806年 - ルイス・クラーク探検隊が北アメリカ大陸探検の後、出発地のセントルイスに帰還。
- 1809年 - 英国のフレデリック・バーソロミュー・フォルシュが金属製の軸内にインクを貯蔵できる筆記具を考案し特許を取得。万年筆の起源とされている[1]。
- 1821年 - ギリシャ独立戦争: トリポリ包囲戦（英語版）がギリシャの勝利に終わる。
- 1846年 - ベルリン天文台のJ・ガレが天文学者U・ルベリエの計算に基づき、海王星を発見[2]。
- 1862年 - ビスマルクがプロイセン首相に就任。
- 1868年 - プエルト・リコでスペインの支配に対するラレスの反乱（英語版）が始まる。
- 1871年（明治4年8月9日） - 明治政府が散髪脱刀令を布告。
- 1876年 - サッポロビールの発祥の地である開拓使麦酒醸造所（現在のサッポロファクトリーとなり）が開業[3]。
- 1884年 - 加波山事件が発生。
- 1884年 - ヴィルへネス岬（英語版）にて座標した蒸気船アークティク（Arctique）により砂金が発見され、ティエラ・デル・フエゴのゴールドラッシュ（英語版）が始まる。
- 1889年 - 山内房治郎により京都府京都市下京区で花札製造・販売会社として任天堂（当時の任天堂骨牌、または山内房治郎商店）が創業される。
- 1895年 - リモージュでフランス最初の労働団体であるフランス労働総同盟結成。
- 1899年 - 米比戦争: オロンガポの戦い（英語版）。
- 1905年 - ノルウェーとスウェーデンがカールスタード条約（英語版）に調印し両国の連合が解散される。
- 1908年 - 横浜線が開業。
- 1909年 - ガストン・ルルーの小説『オペラ座の怪人』が刊行。
- 1911年 - アール・オヴィントン（英語版）によるアメリカ初の航空郵便配達がアメリカ郵政省の許可のもと行われる。
- 1913年 - ローラン・ギャロスが地中海横断飛行を達成。
- 1920年 - アレクサンドル・ミルランがフランス第三共和政第12代大統領に就任。
- 1926年 - 山陽本線特急列車脱線事故。山陽本線安芸中野駅 - 海田市駅間で東京発下関行きの下り特急列車が脱線転覆、34人が死亡。
- 1932年 - ヒジャーズ・ネジド王国とハッサ、カティフ、ナジュドが統一してサウジアラビア王国が成立。
- 1936年 - 上海日本人水兵狙撃事件が発生。
- 1938年 - ズデーテン危機: チェコスロヴァキアが動員令を発令。
- 1939年 - 日中戦争：大本営が支那派遣軍総司令部を設置。
- 1940年 - 第二次世界大戦：日本軍がヴィシー政権との協定に基づき北部仏印に進駐。
- 1940年 - ダカール沖海戦：イギリス軍がフランス領西アフリカに侵攻するがフランス軍に撃退される。
- 1941年 - アウシュヴィッツでガス室実験が初めて行われる[4]。
- 1943年 - 北イタリアのナチス占領地に、ベニート・ムッソリーニによるイタリア社会共和国（サロ共和国）が建国。
- 1946年 - 住友友成の子供を誘拐した男が逮捕。八王子少年刑務所からの脱走者であった[5]。
- 1948年 - 帝国銀行から第一銀行が分離。
- 1950年 - 松竹より映画『長崎の鐘』公開。
- 1950年 - 浅間山が大爆発。登山中の高校生1人が噴石により死亡。降灰は東京にも見られた[6]。
- 1950年 - 朝鮮戦争: 282高地の戦い。
- 1952年 - リチャード・ニクソン副大統領候補が「チェッカーズ・スピーチ」を行い、政治資金の私的流用疑惑を否定。
- 1957年 - ダイエー第1号店が大阪市の千林駅前に開店[7]。
- 1960年 - 永仁の壺事件：陶芸家・加藤唐九郎が重要文化財の「永仁銘瓶子」は自分が作ったものであると公表。
- 1962年 - リンカーン・センターが開館。
- 1964年 - 王貞治が年間55本塁打の日本新記録（当時）を樹立。
- 1972年 - 長野県で戸隠高原バス事故が発生[8]。15人が死亡、67人が負傷。
- 1972年 - エクスプローラー計画の一環でIMP-Iが打ち上げられる。
- 1973年 - アルゼンチン大統領選挙でファン・ペロンが18年ぶりに再選。
- 1981年 - 新日本プロレスのリング上でラッシャー木村がアントニオ猪木に「こんばんは」と挨拶して失笑を買った「こんばんは事件」が起きた。
- 1983年 - この年の9月19日に独立したセントクリストファー・ネイビスが国連に加盟。
- 1983年 - ガルフエア771便爆破事件が発生。
- 1984年 - 蔵前国技館がこの日の秋場所千秋楽をもって閉館[9]。
- 1984年 - フランスではじめて『Journées Du Patrimoine（文化遺産の日）』が実施される。この年以降、毎年9月の第3週の週末に、文化遺産の修復や保護に関わる人々の仕事をより多くの人に知ってもらうことを目的に、1万件を超える行政施設や教会が公開されている[10]。
- 1986年 - ジム・デシェイズがこの日のロサンゼルス・ドジャース戦では初回から8者連続三振を奪いMLB記録を樹立。
- 1987年 - 沖縄県などで、日本では29年ぶり、20世紀最後の金環日食が観測。
- 1997年 - 日米政府が「新たな日米防衛協力のための指針」（新ガイドライン）に合意。
- 1999年 - アメリカの火星探査機「マーズ・クライメイト・オービター」との通信が途絶。
- 2000年 - ブレット・J・グラドマンやジョン・J・カヴェラーズらの研究チームにより土星の第21衛星タルボス、第22衛星イジラク、第23衛星スットゥングル、第25衛星ムンディルファリ、第27衛星スカジ、第28衛星エリアポ、第29衛星シャルナク、第30衛星スリュムルが発見される。
- 2002年 - Mozilla Firefoxの初版が公開。
- 2004年 - ハリケーン・ジーンが発生。特にハイチには死者2826人、被災者約30万人以上の甚大な被害をもたらした[11][12]。
- 2004年 - 大牟田4人殺害事件: 福岡県大牟田市を流れる諏訪川の川底に沈んでいた車から男女3人（58歳女性とその長男、長男の友人である少年）の他殺体が発見され[13][14]、21日に他殺体で発見された次男と併せて4人が殺害されていたことが判明[15]。2011年、犯人である暴力団組長一家4人の死刑が確定[16]。
- 2006年 - 日本の太陽観測衛星「ひので」打ち上げ。
- 2008年 - 福岡ソフトバンクホークスの王貞治監督が勇退を表明[17]。
- 2008年 - スマートフォン用オペレーティングシステムの初版 Android 1.0 が公開。
- 2008年 - カウハヨキ学校銃撃事件（英語版）。フィンランドのセイナヨキ応用科学大学で発生した銃撃事件。22歳の学生が自動拳銃で10 人を射殺した後に自殺した。
- 2012年 - 富山県射水市の富山新港に架る日本海側最大級の上下2層構造の斜張橋、新湊大橋が開通[18]。
- 2019年 - トーマス・クック・グループがロンドンの裁判所に破産申請を行う。
- 2019年 - 韓国の文在寅大統領の側近、曺国法相の家族の不正疑惑について、ソウル中央地検が、曺氏の自宅について初めて強制捜査を実施する[19]。
- 2020年 - 横浜FCの三浦知良が、明治安田生命J1リーグ第18節川崎フロンターレ戦に53歳6カ月28日で出場し、中山雅史が持っていた45歳2カ月1日のJ1最年長出場記録を大幅に更新した[20]。
- 2022年 - 西九州新幹線が、全長66キロの武雄温泉駅-長崎駅間で開業。

## 誕生日

クビライ(1215-1294)

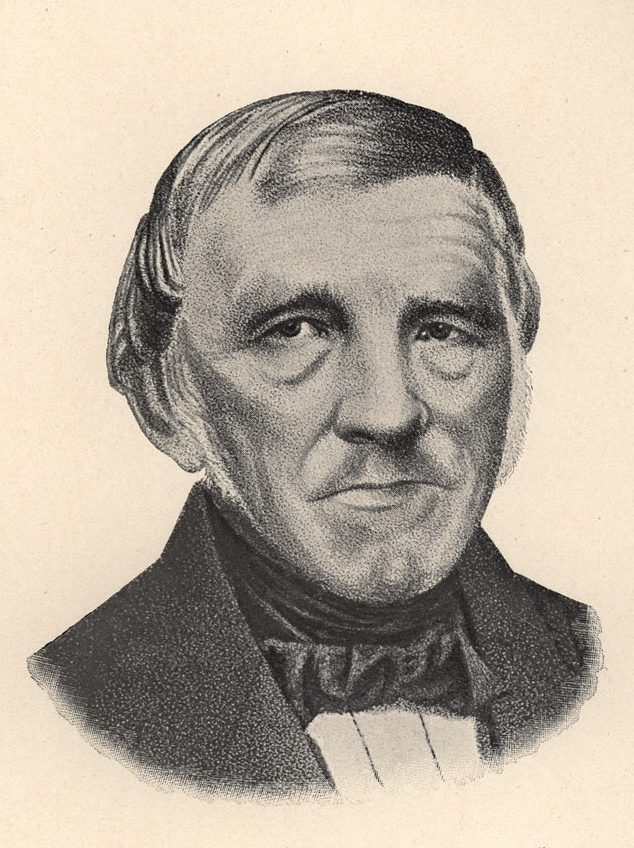
ヨハン・F・エンケ(1791-1865)

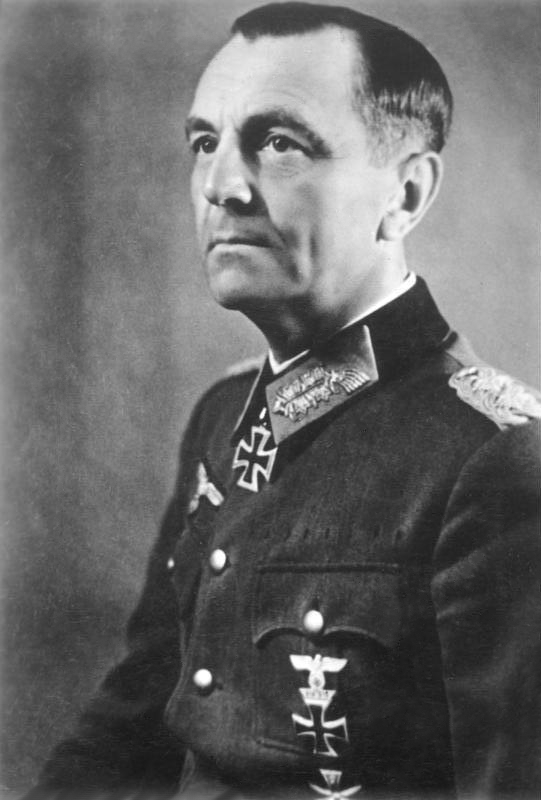
フリードリヒ・パウルス(1890-1957)

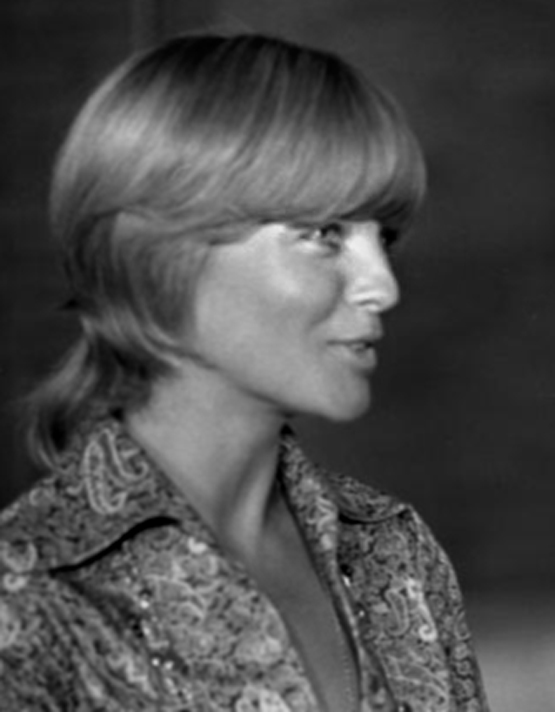
ロミー・シュナイダー(1938-1982)

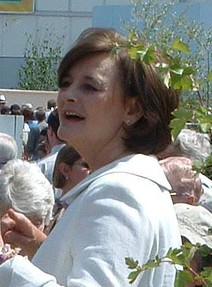
シェリー・ブレア(1954-)

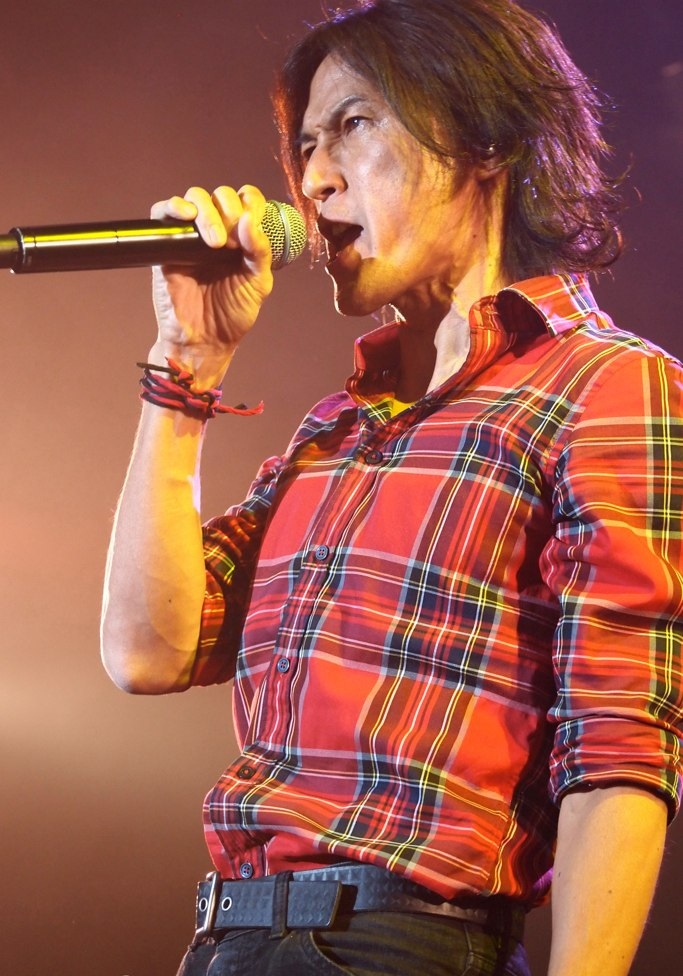
稲葉浩志(1964-)

- 紀元前63年 - アウグストゥス、初代ローマ皇帝（+ 14年）
- 1158年 - ジョフロワ2世、ブルターニュ公（+ 1186年）
- 1161年（応保元年9月3日） - 高倉天皇、第80代天皇（+ 1181年）
- 1215年 - クビライ、モンゴル帝国第5代皇帝（+ 1294年）
- 1439年 - フランチェスコ・ディ・ジョルジョ・マルティーニ、芸術家、建築家、軍事技術者（+ 1501年）
- 1491年 - ジャック・カルティエ、航海士（+ 1557年）
- 1495年 - バグラト3世（英語版）、イメレティ王国（英語版）の君主（+ 1565年）
- 1569年（永禄12年8月13日） - 立花誾千代、戦国時代の女性当主（+ 1602年）
- 1597年 - フランチェスコ・バルベリーニ（英語版）、カトリックの枢機卿（+ 1679年）
- 1598年 - エレオノーラ・ゴンザーガ、神聖ローマ皇帝フェルディナント2世后（+ 1655年）
- 1640年（寛永17年8月8日） - 伊達綱宗、陸奥国仙台藩第3代藩主（+ 1711年）
- 1642年 - ジョヴァンニ・マリア・ボノンチーニ、ヴァイオリニスト、作曲家（+ 1678年）
- 1647年 - ジョセフ・ダドリー、マサチューセッツ湾直轄植民地とニューハンプシャー植民地の総督（+ 1720年）
- 1650年 - ジェレミー・コリア（英語版）、司教（+ 1726年）
- 1713年 - フェルナンド6世、スペイン王（+ 1759年）
- 1728年 - カルロ・アリオーニ、医師・植物学者（+ 1804年）
- 1740年（元文5年8月3日） - 後桜町天皇、第117代天皇（+ 1813年）
- 1759年 - クロティルデ・ディ・ボルボーネ＝フランチア、サルデーニャ王カルロ・エマヌエーレ4世妃（+ 1802年）
- 1771年（明和8年8月15日） - 光格天皇、第119代天皇（+ 1840年）
- 1771年（明和8年8月15日） - 稲垣長続、志摩国鳥羽藩第4代藩主（+ 1819年）
- 1781年 - アンナ・フョードロヴナ、コンスタンチン・パヴロヴィチ大公妃（+ 1860年）
- 1781年 - ユリアーネ・フォン・ザクセン＝コーブルク＝ザールフェルト（+ 1860年）
- 1782年 - ジャック・フェレオル・マザス（英語版）、ヴァイオリニスト（+ 1849年）
- 1782年 - マクシミリアン・ツー・ヴィート＝ノイヴィート（英語版）、博物学者、民族学者（+ 1867年）
- 1791年 - ヨハン・フランツ・エンケ、天文学者（+ 1865年）
- 1791年 - テオドール・ケルナー（英語版）、作家、軍人（+ 1813年）
- 1791年（寛政3年8月26日） - 池田定興、因幡国若桜藩第6代藩主（+ 1807年）
- 1799年 - シャルル・ジャン＝バティスト・アミョ（フランス語版）、昆虫学者（+ 1866年）
- 1800年 - ウィリアム・ホームズ・マクガフィー（英語版）、作家（+ 1873年）
- 1812年（文化9年8月18日） - 松平定和、伊勢国桑名藩第2代藩主（+ 1841年）
- 1814年 - アンリ・ド・カステラーヌ（英語版）、政治家（+ 1847年）
- 1814年（文化11年8月10日） - 一柳末延、播磨国龍野藩第9代藩主（+ 1855年）
- 1819年 - アルマン・フィゾー、光速度を測定した物理学者（+ 1896年）
- 1827年（文政10年8月3日） - 片桐貞中、大和国小泉藩第9代藩主（+ 1843年）
- 1838年 - ヴィクトリア・ウッドハル（英語版）、ジャーナリスト（+ 1927年）
- 1841年（天保12年8月9日） - 石川総管、常陸国下館藩第3代藩主（+ 1899年）
- 1846年 - アーサー・ヘスケス・グルーム、実業家、六甲山開発者（+ 1918年）
- 1848年 - ジョルジュ・フォントネー、数学者（+ 1923年）
- 1849年 - フーゴ・フォン・ゼーリガー、天文学者（+ 1924年）
- 1851年 - エレン・ヘイズ（英語版）、数学者、物理学者（+ 1930年）
- 1852年 - ジェームズ・キャロル・ベックウィズ、画家（+ 1917年）
- 1861年 - ドラガ・マシン、セルビア王アレクサンダル1世妃（+ 1903年）
- 1861年 - ロバート・ボッシュ、発明家、ロバート・ボッシュ創業者（+ 1942年）
- 1863年 - メリー・チャーチ・テレル（英語版）、作家（+ 1954年）
- 1865年 - シュザンヌ・ヴァラドン、画家（+ 1938年）
- 1865年 - ルー・バイアーバウアー、プロ野球選手（+ 1926年）
- 1865年 - ペッカ・ハロネン、画家（+ 1933年）
- 1865年 - バロネス・オルツィ、作家（+ 1947年）
- 1870年 - ジャック・キャリウ（英語版）、馬術選手（+ 1951年）
- 1871年 - フランティセック・クプカ、画家（+ 1957年）
- 1874年 - フランシス・レーン、陸上競技選手（+ 1927年）
- 1876年 - モシェ・ツヴィ・シーガル（英語版）、ラビ、学者（+ 1968年）
- 1878年 - 青山士、土木技師（+ 1963年）
- 1880年 - ジョン・ボイド・オア、国際連合食糧農業機関(FAO)の初代長官（+ 1971年）
- 1882年 - 田中萬逸、政治家（+ 1963年）
- 1883年 - グリゴリー・ジノヴィエフ、ソビエト連邦の共産党幹部（+ 1936年）
- 1885年 - ロベール・リオッテル（Robert Liottel）、フェンシング選手（+ 1968年）
- 1887年 - 下村定、陸軍軍人、政治家（+ 1968年）
- 1889年 - ウォルター・リップマン、「冷戦」「ステレオタイプ」の生みの親の一人（+ 1974年）
- 1890年 - フリードリヒ・パウルス、陸軍軍人（+ 1957年）
- 1894年 - アルバート・リューイン（英語版）、映画プロデューサー（+ 1968年）
- 1895年 - ジョニー・モカン（英語版）、野球選手（+ 1985年）
- 1896年 - 森信三、哲学者（+ 1992年）
- 1897年 - ポール・デルヴォー、画家（+ 1994年）
- 1897年 - ウォルター・ピジョン、俳優（+ 1984年）
- 1899年 - トム・C・クラーク（英語版）、第59代アメリカ合衆国司法長官（+ 1977年）
- 1899年 - ルイーズ・ネヴェルソン、彫刻家（+ 1988年）
- 1900年 - ビル・ストーン（Bill Stone (Royal Navy sailor)）、王立海軍軍人（+ 2009年）
- 1901年 - 細川一、医師（+ 1970年）
- 1901年 - ヤロスラフ・サイフェルト、作家（+ 1986年）
- 1902年 - 蘇歩青、数学者（+ 2003年）
- 1904年 - 村田正志、歴史学者（+ 2009年）
- 1906年 - チャールズ・リッチー（英語版）、外交官、在米カナダ大使（+ 1995年）
- 1906年 - モーリス・フォンブール（英語版）、作家（+ 1981年）
- 1907年 - ドゥアルテ・ヌノ・デ・ブラガンサ、ブラガンサ公（+ 1976年）
- 1907年 - ドミニク・オーリー、小説家（+ 1998年）
- 1907年 - フィル・エドワーズ、陸上競技選手（+ 1971年）
- 1907年 - アルバート・アモンズ（英語版）、ピアニスト（+ 1949年）
- 1909年 - ロレンツ・アントニ（英語版）、作曲家（+ 1991年）
- 1911年 - フランク・モス（英語版）、政治家（+ 2003年）
- 1910年 - 中山三郎平、実業家（+ 1995年）
- 1912年 - トニー・スミス、美術家（+ 1980年）
- 1913年 - 吉田秀和、クラシック音楽評論家（+ 2012年）
- 1913年 - 田中朋次郎、騎手、調教師（+ 2003年）
- 1913年 - カール＝ヘニング・ペダーセン（英語版）、画家（+ 2007年）
- 1914年 - 東條輝雄、航空技術者、実業家（+ 2012年）
- 1915年 - クリフォード・シャル、物理学者（+ 2001年）
- 1915年 - ジュリアス・ベイカー（英語版）、フルート奏者（+ 2003年）
- 1915年 - セルジオ・ベルトーニ（英語版）、サッカー選手、監督（+ 1995年）
- 1916年 - アルド・モーロ、政治家、イタリア首相、法務大臣（+ 1978年）
- 1917年 - 中西陽一、政治家、石川県知事（+ 1994年）
- 1917年 - エル・サント、プロレスラー（+ 1984年）
- 1917年 - アシマ・チャタジー（Asima Chatterjee）、化学者（+ 2006年）
- 1917年 - ネーメト・イムレ、陸上競技選手（+ 1989年）
- 1918年 - 平山菊二、元プロ野球選手（+ 1998年）
- 1919年 - ピエール・ロラン・ジョット（フランス語版）、考古学者（+ 2002年）
- 1920年 - ミッキー・ルーニー、俳優（+ 2014年）
- 1921年 - 布施正、騎手、調教師（+ 2001年）
- 1921年 - 佐藤利三郎、工学者、東北大学名誉教授（+ 2011年）
- 1922年 - ルイーズ・ラサム（英語版）、女優（+ 2018年）
- 1923年 - モハメド・ハサネイン・ハイカル（英語版）、ジャーナリスト（+ 2016年）
- 1924年 - ジャン・ピア（英語版）、俳優（+ 2018年）
- 1925年 - エレオノラ・ロッシ＝ドラゴ、女優（+ 2007年）
- 1925年 - デニス・C・トゥウィチェット、中国研究者（+ 2006年）
- 1925年 - ジャン＝シャルル・タケラ、脚本家（+ 2024年）
- 1926年 - ジョン・コルトレーン、ジャズサクソフォーン奏者（+ 1967年）
- 1926年 - アンドレ・カサーニュ、発明家、電気技師、玩具制作者（+ 2013年）
- 1929年 - シャーンドル・コチシュ、サッカー選手（+ 1979年）
- 1930年 - レイ・チャールズ、歌手（+ 2004年）
- 1930年 - コリン・ブレイクリー（英語版）、俳優（+ 1987年）
- 1931年 - ヒリー・クリスタル（英語版）、クラブオーナー（+ 2007年）
- 1931年 - エドゥアール・J・モーニック（英語版）、ムラートの詩人（+ 2021年）
- 1931年 - ジェラルド・メリシュー（Gerald Merrithew）、政治家（+ 2004年）
- 1934年 - 保利耕輔、政治家（+ 2023年）
- 1934年 - ペール・オーロフ・エンキスト（英語版）、ジャーナリスト、作家（+ 2020年）
- 1935年 - 御手洗冨士夫、実業家、キヤノン会長、第6代経団連会長
- 1935年 - フェントン・ロビンソン、ブルースギタリスト、歌手（+ 1997年）
- 1935年 - プレム・チョプラ（英語版）、俳優
- 1935年 - レス・マッキャン、ジャズ・ピアニスト、ボーカリスト（+ 2023年）
- 1935年 - ロン・ティンダル（英語版）、サッカー選手（+ 2012年）
- 1935年 - マルガリータ・ニコラエワ、体操選手（+ 1993年）
- 1936年 - バレンティン・パニアグア、政治家、ペルー大統領（+ 2006年）
- 1936年 - ジョージ・イーストハム（英語版）、サッカー選手
- 1937年 - ジャック・プーラン（英語版）、作家
- 1938年 - ロミー・シュナイダー、女優（+ 1982年）
- 1938年 - ジャン＝クロード・メジエール、漫画家（+ 2022年）
- 1938年 - マリア・パーシー（英語版）、女優（+ 2004年）
- 1939年 - ロイ・ブキャナン、ギタリスト、ブルースミュージシャン（+ 1988年）
- 1940年 - 沢田和猫、声優
- 1940年 - ゲルハルト・ヘンニゲ、陸上競技選手
- 1940年 - ディック・ソーネット（英語版）、水泳選手、ラグビーユニオン選手、ラグビーリーグ選手（+ 2011年）
- 1940年 - ミシェル・テメル、政治家、第37代ブラジル大統領
- 1941年 - ジョージ・ジャクソン、共産主義者、ブラックパンサー党の指導者（+ 1971年）
- 1941年 - ノーマ・ウィンストン、ジャズ・シンガー
- 1942年 - シーラ・マリア・カルデロン（英語版）、プエルトリコ国務長官
- 1943年 - フリオ・イグレシアス、ミュージシャン
- 1943年 - マーティ・ショッテンハイマー、アメリカンフットボール選手、コーチ（+ 2021年）
- 1944年 - 守屋武昌、官僚
- 1944年 - リチャード・ランバート（英語版）、ジャーナリスト、大英博物館理事長
- 1945年 - 三井由美子、元演歌歌手
- 1945年 - 塩田耕一、元アナウンサー
- 1945年 - イーゴリ・イワノフ、外交官、政治家、外務大臣
- 1945年 - アラン・オールド（英語版）、ラグビー選手
- 1946年 - 矢崎健治、元プロ野球選手
- 1946年 - 五十嵐洋一、プロ野球審判員
- 1946年 - フランツ・フィッシュラー（英語版）、政治家
- 1946年 - ベルナール・マリス、経済学者、作家、ジャーナリスト
- 1946年 - ダヴォリン・ポポヴィッチ（英語版）、歌手
- 1947年 - 清月輝、女優（+ 1970年）
- 1947年 - メアリー・ケイ・プレイス、女優
- 1947年 - クリスチャン・ボルデロー（英語版）、アイスホッケー選手
- 1948年 - 小野進也、俳優
- 1949年 - ブルース・スプリングスティーン、ミュージシャン
- 1949年 - 畑野実、元プロ野球選手
- 1949年 - フロエラ・ベンジャミン（英語版）、女優
- 1950年 - ディートマー・ローレンツ、柔道家
- 1950年 - ジョージ・ガゾーン（英語版）、サックス奏者
- 1952年 - デニス・ランプ（英語版）、野球選手
- 1952年 - ジム・モリソン（英語版）、野球選手
- 1953年 - ユセフ・アムラニ、外交官
- 1954年 - シェリー・ブレア、弁護士、トニー・ブレア首相夫人
- 1954年 - チャーリー・バーネット、コメディアン（+ 1996年）
- 1956年 - パオロ・ロッシ、サッカー選手（+ 2020年）
- 1956年 - ピーター・デヴィッド（英語版）、作家、ライター
- 1956年 - リリ・カラティ（英語版）、女優（+ 2014年）
- 1957年 - 石塚元章、ニュースキャスター、報道記者
- 1957年 - トニー・フォサス（英語版）、野球選手
- 1958年 - ダニエル・ダックス（英語版）、ミュージシャン
- 1958年 - ラリー・マイズ、プロゴルファー
- 1959年 - 藤原カムイ、漫画家
- 1959年 - ロザリンド・チャオ、女優
- 1959年 - ジェイソン・アレクサンダー、俳優
- 1959年 - ハンス・ナイマン、総合格闘家
- 1959年 - エリザベス・ペーニャ、女優
- 1959年 - マーティン・ペイジ、歌手
- 1960年 - 石山東吉、漫画家
- 1960年 - カート・ベイヤー、プロレスラー
- 1962年 - 川平慈英、タレント
- 1963年 - 勝呂壽統、元プロ野球選手
- 1963年 - 山根ミチル、ゲーム音楽作曲家
- 1963年 - ハオ・モニラット、外交官
- 1963年 - ガブリエレ・ラインシュ、陸上競技選手
- 1964年 - イジリー岡田、タレント
- 1964年 - 稲葉浩志、ミュージシャン（B'z）
- 1964年 - 床嶋佳子、女優
- 1965年 - 藤井かほり、女優
- 1965年 - 立川談笑、落語家
- 1965年 - 佐藤俊彦、津軽三味線奏者
- 1965年 - 川原尚行、医師、NPO法人ロシナンテス理事長
- 1965年 - 小川睦彦、パラリンピック自転車競技選手
- 1965年 - 益田明典、元プロ野球選手
- 1965年 - アレカ・ハモンド、政治家
- 1965年 - マーク・ウッドフォード、プロテニス選手
- 1966年 - 北瀬佳範、ゲームプロデューサー
- 1967年 - 中山雅史、サッカー選手
- 1967年 - 高橋知裕、タレント
- 1967年 - 叶美香、タレント、グラビアアイドル
- 1968年 - 阿部和重、小説家
- 1968年 - h-wonder、作詞家、作曲家、編曲家
- 1968年 - 島袋優、ミュージシャン（BEGIN）
- 1969年 - 鈴木杏樹、女優
- 1969年 - 肥後ノ海直哉、元大相撲力士
- 1970年 - 初田啓介、アナウンサー
- 1970年 - アーニー・ディフランコ、シンガーソングライター
- 1971年 - 西村修、プロレスラー、政治家（+ 2025年）
- 1971年 - 松田賢二、俳優
- 1971年 - 出口雄大、元プロ野球選手
- 1971年 - 松本亜璃沙、インフルエンサー、元AV女優
- 1972年 - 渡部建、お笑いタレント（アンジャッシュ）
- 1972年 - 加藤将之、 声優
- 1973年 - 服部年宏、元サッカー選手
- 1973年 - 布部陽功、元サッカー選手、指導者
- 1973年 - 下山さおり、元アナウンサー
- 1973年 - 普天間かおり、 シンガーソングライター
- 1973年 - レネ・ローゼ、フィギュアスケート選手
- 1973年 - 河井案里[21]、政治家
- 1974年 - エリック・ノット、元プロ野球選手
- 1974年 - 井上晴美、女優
- 1975年 - 先野久美子、元バレーボール選手
- 1975年 - みょーちゃん、お笑い芸人
- 1976年 - 三浦しをん[22]、小説家
- 1976年 - 金丸義信、プロレスラー
- 1976年 - 佐藤正和、元アイスホッケー選手
- 1977年 - 城咲仁、タレント
- 1977年 - フリスティヤン・ミツコスキ、政治家、第14代北マケドニア首相
- 1978年 - ニッチロー、ものまねタレント
- 1978年 - 小出美沙都、アーチェリー選手
- 1979年 - 三遊亭律歌、落語家
- 1980年 - Syu、ギタリスト
- 1982年 - 韓寒、作家
- 1983年 - 鈴木歩、囲碁女流棋士
- 1983年 - アルビス・オヘイダ、元プロ野球選手
- 1984年 - 相川友希、タレント（元SDN48）
- 1984年 - 大西洋平、アナウンサー
- 1985年 - 池田沙耶香、気象予報士、防災士
- 1985年 - 後藤真希、女優、歌手（元モーニング娘。）
- 1985年 - うえむらちか、女優
- 1985年 - 川澄奈穂美、サッカー選手
- 1985年 - くぼたみか、元グラビアアイドル
- 1985年 - ジョバ・チェンバレン、元プロ野球選手
- 1986年 - 廣田詩夢、声優
- 1986年 - ミゲル・ゴンサレス、プロ野球選手
- 1986年 - 皇風俊司、元大相撲力士
- 1987年 - 谷内伸也、歌手
- 1987年 - 小林悠、サッカー選手
- 1987年 - ゴンザレス・ヘルメン、プロ野球選手
- 1988年 - 木村了、俳優
- 1988年 - 堂上直倫、プロ野球選手
- 1988年 - KAIRI、プロレスラー
- 1988年 - 優木なお、AV女優
- 1989年 - トレバー・メイ、プロ野球選手
- 1989年 - 押谷祐樹、サッカー選手
- 1989年 - わたなべ麻衣、モデル、タレント、女優
- 1990年 - 寺島咲、女優
- 1990年 - 鍵谷陽平、プロ野球選手
- 1990年 - 武富孝介、サッカー選手
- 1990年 - 崇岡白、元俳優
- 1990年 - ローラン・アルヴァレス、フィギュアスケート選手
- 1991年 - 朝倉あき、女優
- 1991年 - 松川貴則、俳優、タレント
- 1991年 - 高田秋、タレント、ファッションモデル
- 1991年 - 小林大紀、声優
- 1991年 - 岩本乃蒼、アナウンサー、元ファッションモデル
- 1991年 - キー、アイドル、俳優、タレント（SHINee）
- 1991年 - メラニー・ウダン、テニス選手
- 1991年 - ダニエル・ドッツァウアー、フィギュアスケート選手
- 1992年 - 寺坂研人、漫画家
- 1992年 - ダイラン・アンスワース、プロ野球選手
- 1992年 - ガン・ユンソク、プロアイスホッケー選手
- 1993年 - 三井梨紗子、元アーティスティックスイミング選手
- 1993年 - 成田秀将、アルペンスキー選手
- 1995年 - 小林愛実、ピアニスト
- 1996年 - 小林万里子、女優
- 1997年 - 武井証、元俳優
- 1997年 - 兼子真衣[23]、アナウンサー
- 1997年 - ともやん、YouTuber、バスケットボール選手
- 1998年 - 寺田蘭世[24]、元アイドル（元乃木坂46）
- 1999年 ‐ 牧丈一郎、元プロ野球選手
- 1999年 - ウギ、アイドル（(G)I-DLE）
- 2000年 - いよわ、ボカロP
- 2000年 - 坂巻有紗、モデル
- 2000年 - 大仁田美咲、アナウンサー
- 2001年 - ライ・グァンリン、アイドル（元Wanna One）
- 2004年 - ニッコロ・ピジッリ、サッカー選手
- 2005年 - 横山夢樹、サッカー選手
- 生年不詳 - 茜屋さき、アイドル（元momograci）
- 生年不詳 - 眞水徳一、声優
- 生年不詳 - 杉山小弥花、漫画家
- 生年不詳 - 羽柴麻央、漫画家
- 生年不詳 - 藤沢志月、漫画家
- 生年不詳 - SennaRin、歌手

## 忌日
- 79年 - ウェスパシアヌス、ローマ皇帝（* 9年）
- 788年 - アルフワルド1世（英語版）、ノーサンブリア王（* 759年または767年）
- 1173年（承安3年8月15日） - 藤原育子、二条天皇中宮（* 1146年）
- 1267年 - ベアトリス・ド・プロヴァンス、プロヴァンス女伯（* 1229年頃）
- 1281年（弘安4年8月9日） - 北条宗政、鎌倉幕府評定衆（* 1253年）
- 1334年（建武元年8月25日） - 二条兼基、鎌倉時代の公卿（* 1268年）
- 1386年 -  ダン1世 （英語版）、ワラキアのヴォイヴォダ（* 1354年）
- 1455年（康正元年8月12日） - 千葉胤宣、室町時代の武将（* 1445年）
- 1461年 - カルロス、ピアナ公（* 1421年）
- 1465年（寛正6年9月3日） - 大内教弘、周防国の守護大名（* 1420年）
- 1484年（文明16年9月4日） - 一色義春、若狭国の守護大名（* 1466年）
- 1508年 - ベアトリーチェ・ダラゴーナ、ナポリ王女（* 1457年）
- 1555年（弘治元年9月8日） - 朝倉宗滴、戦国武将（* 1477年）
- 1573年（天正元年8月27日） - 浅井久政、近江国の戦国大名（* 1526年）
- 1581年（天正9年8月26日） - 二階堂盛義、戦国武将（* 1544年?）
- 1657年 - ヨアヒム・ユンク、数学者、博物学者（* 1587年）
- 1666年 - フランソワ・マンサール、建築家（* 1598年）
- 1715年（正徳5年8月26日） - 森川許六、俳人（* 1656年）
- 1728年 - クリスティアン・トマジウス、哲学者（* 1655年）
- 1738年 - ヘルマン・ブールハーフェ、医学者（* 1668年）
- 1751年（寛延4年8月4日） - 荷田在満、国学者（* 1706年）
- 1789年 - サイラス・ディーン、外交官、諜報員（* 1737年）
- 1791年 - カール・フォン・ゴンタート（英語版）、建築家（* 1731年）
- 1803年（享和3年8月8日） - 大久保忠顕、小田原藩主（* 1760年）
- 1808年 - ガエタノ・ヴェストリス、バレエダンサー、振付師（* 1729年）
- 1816年 - アレッサンドロ・ヴェッリ（イタリア語版）、作家、文学者（* 1741年）
- 1820年 - フランソワ・クリストフ・ケレルマン、フランス軍の名誉元帥（* 1735年）
- 1826年（文政9年8月22日） - 神保綱忠、米沢藩士、儒学者（* 1743年）
- 1828年 - リチャード・パークス・ボニントン、画家（* 1802年）
- 1830年 - エリザベス・モンロー、アメリカ合衆国のファーストレディ（* 1768年）
- 1835年 - ヴィンチェンツォ・ベッリーニ、作曲家（* 1801年）
- 1858年（安政5年8月17日） - 土岐村路、曲亭馬琴の筆記助手（* 1806年）
- 1859年（安政6年8月27日） - 鵜飼吉左衛門、水戸藩士（* 1798年）
- 1859年（安政6年8月27日） - 安島帯刀、水戸藩家老（* 1811年）
- 1859年（安政6年8月27日） - 茅根伊予之介、水戸藩士（* 1824年）
- 1859年（安政6年8月27日） - 鵜飼幸吉、水戸藩士（* 1828年）
- 1864年（元治元年8月23日） - 立原朴二郎、水戸藩士（* 1832年）
- 1870年 - プロスペル・メリメ、小説家（* 1803年）
- 1873年 - ジャン・シャコルナク、天文学者（* 1823年）
- 1876年 - 安井息軒、儒学者（* 1799年）
- 1877年 - ユルバン・ルヴェリエ、天文学者（* 1811年）
- 1881年 - 伊良子光順、典薬寮の医師（* 1823年）
- 1882年 - フリードリヒ・ヴェーラー、化学者（* 1800年）
- 1885年 - カール・シュピッツヴェーク、画家（* 1808年）
- 1889年 - ウィルキー・コリンズ、小説家（* 1824年）
- 1890年 - ローレンツ・フォン・シュタイン、社会学者、法学者（* 1815年）
- 1892年 - ジョン・ポープ、アメリカ陸軍の少将（* 1822年）
- 1896年 - イーヴァル・オーセン、言語学者、文献学者、詩人（* 1813年）
- 1904年 - エミール・ガレ、ガラス工芸家、デザイナー（* 1846年）
- 1912年 - 横山作次郎、柔道家（* 1864年）
- 1913年 - ユリウス・アダム、画家（* 1852年）
- 1918年 - ゲオルク・ガフキー、細菌学者（* 1850年）
- 1919年 - アンニーバレ・リッコ、天文学者（* 1844年）
- 1920年 - 赤松則良、日本海軍の中将、貴族院議員（* 1841年）
- 1926年 - パウル・カンメーラー（英語版）、生物学者（* 1880年）
- 1928年 - ファラゴー・ゲーザ、画家、イラストレーター（* 1877年）
- 1929年 - リヒャルト・ジグモンディ、化学者（* 1865年）
- 1938年 - 井上角五郎、政治家、実業家（* 1860年）
- 1939年 - ジークムント・フロイト、精神科医（* 1856年）
- 1939年 - 岡田三郎助、洋画家（* 1869年）
- 1951年 - 矢野恒太、医事、実業家、第一生命保険創業者（* 1866年）
- 1951年 - 2代目立花家花橘、落語家（* 1884年）
- 1952年 - 大井上康、農学者（* 1892年）
- 1954年 - 久保山愛吉、漁師（* 1914年）
- 1965年 - 岡田五郎、鉄道官僚、政治家（* 1901年）
- 1968年 - 野田高梧、脚本家（* 1893年）
- 1970年 - ブールヴィル、俳優、コメディアン（* 1917年）
- 1973年 - A・S・ニイル、教育者、サマーヒル・スクール創設者（* 1883年）
- 1973年 - 進藤孝二、実業家、元大阪商船三井船舶（現商船三井）社長（* 1902年）
- 1973年 - パブロ・ネルーダ、詩人（* 1904年）
- 1974年 - 花田清輝、評論家（* 1909年）
- 1976年 - ロジェ・ブールダン、フルート奏者（* 1923年）
- 1978年 - ライマン・ボストック、プロ野球選手（* 1950年）
- 1984年 - 野田孝、実業家、元阪急百貨店社長（* 1901年）
- 1987年 - ルイス・ケントナー、ピアニスト（* 1905年）
- 1987年 - ボブ・フォッシー、映画監督、振付師（* 1927年）
- 1988年 - 曾禰武、物理学者、元開成中学校・高等学校校長（* 1887年）
- 1988年 - 白鳥三郎、政治家、第2代 - 第7代埼玉県与野市長（* 1917年）
- 1988年 - ジャームス・L・ブイ（英語版）、科学者、発明家（* 1920年）
- 1990年 - 徳永正利、参議院議長（* 1913年）
- 1991年 - 山本勝巳、建築家（* 1905年）
- 1992年 - ジェームズ・ヴァン・フリート、アメリカ陸軍の将軍（* 1892年）
- 1994年 - マドレーヌ・ルノー、女優（* 1900年）
- 1994年 - ジェリー・バーバー（英語版）、プロゴルファー（* 1916年）
- 1994年 - ロバート・ブロック、小説家（* 1917年）
- 1994年 - 矢野康、政治家、元函館市長（* 1921年）
- 1994年 - 京塚昌子、女優（* 1930年）
- 1995年 - アルブレヒト・ウンゼルト、天文学者（* 1905年）
- 1995年 - 松枝茂夫、中国文学者（* 1905年）
- 1996年 - 児玉三夫、教育学者（* 1915年）
- 1996年 - 藤子・F・不二雄、漫画家（* 1933年）
- 1997年 - 天城山猪太夫、大相撲力士（* 1906年）
- 1998年 - ハル・松方・ライシャワー[25]、エドウィン・O・ライシャワー元駐日米国大使夫人 （* 1915年)
- 1998年 - 榎本美佐江、歌手（* 1924年)
- 2000年 - 工藤栄一、映画監督（* 1929年）
- 2001年 - ロバート・エイブル、映像作家（* 1937年）
- 2003年 - ポール・アルマシー（英語版）、写真家（* 1906年）
- 2003年 - 松田博明、アマチュア野球指導者（* 1926年）
- 2004年 - ブライス・ドウィット、理論物理学者（* 1923年）
- 2006年 - エタ・ベイカー、ギタリスト、歌手（* 1913年）
- 2006年 - マルコム・アーノルド、作曲家（* 1921年）
- 2006年 - 梶本隆夫、元プロ野球選手、プロ野球監督（* 1935年）
- 2006年 - アラダー・ペゲ、ジャズベーシスト（* 1939年）
- 2007年 - 阿部周司、日本カーリング協会理事、旧常呂町（現・北見市）助役（* 1949年?）
- 2008年 - ウィリアム・ウッドラフ (William Woodruff) 、歴史家、作家（* 1916年）
- 2008年 - 森田成美、経済学者、広島大学名誉教授（* 1929年）
- 2008年 - 島崎宏[26]、元調教師（* 1933年）
- 2008年 - ソーニャ・サヴィッチ (Sonja Savić) 、女優（* 1961年）
- 2009年 - エルトゥールル・オスマン、オスマン家第43代家長（* 1912年）
- 2009年 - 中平幸典、信金中央金庫理事相談役・元理事長、元大蔵省国際金融局長（* 1939年）
- 2010年 - ジェラルド・S・レッサー (Gerald S. Lesser) 、心理学者、幼児番組『セサミストリート』チーフアドバイザー（* 1926年)
- 2010年 - 野村五男、政治家（* 1941年)
- 2011年 - 児玉輝代、俳人（* 1926年)
- 2011年 - 五十嵐喜芳、声楽家、テノール歌手（* 1928年）
- 2011年 - アキコ・カンダ、舞踏家、ダンサー、振付家（* 1935年)
- 2012年 - 久曾神昇、国文学者、第9代愛知大学学長（* 1909年）
- 2012年 - 高田勇、フランス文学者、翻訳家（* 1931年）
- 2012年 - パーヴェル・グラチョフ、軍人、政治家、ロシア連邦初代国防相（* 1948年）
- 2012年 - コーリー・サンダース、元プロボクサー、元WBO世界ヘビー級王者（* 1966年）
- 2013年 - ルース・パトリック、植物学者 、湖沼学者（* 1907年）
- 2013年 - 酒井雄哉、天台宗僧侶（* 1926年）
- 2013年 - オスカル・エスピノサ（英語版）、経済学者（* 1940年)
- 2013年 - 羽土力[27]、実業家、日本経済新聞社顧問、元日本経済新聞出版社社長（* 1947年?)
- 2014年 - 田中久夫[28]、実業家、元名糖運輸社長（* 1919年)
- 2014年 - 古賀義根、実業家、東陶機器（現・TOTO）元社長（* 1925年)
- 2014年 - ドン・マノキャン、プロレスラー（* 1934年）
- 2014年 - ヨーガン・レール、ファッションデザイナー（* 1944年)
- 2014年 - 宮沢光子[29]、マネージャー、実業家、「エム・ツー企画」代表取締役（* 1949年)
- 2014年 - 高橋郁代[30]、フラワーデザイナー（* 1955年)
- 2015年 - 中村勝広、元プロ野球選手、監督(*1949年)
- 2016年 - 稲村雲洞、書家（* 1924年)
- 2016年 - フランセス・ダフォ、フィギュアスケート選手（* 1929年)
- 2017年 - 塩谷忠男、銀行家、元太陽神戸銀行頭取（* 1917年）
- 2017年 - 稲葉一郎、歴史学者、関西学院大学名誉教授（* 1936年）
- 2018年 - 宮田光、俳優、声優（* 1930年）
- 2018年 - チャールズ・K・カオ、物理学者（* 1933年）
- 2018年 - 滝内弥瑞生[31]、元プロ野球選手（* 1935年）
- 2018年 - ゲイリー・カーツ、映画プロデューサー（* 1940年）
- 2018年 - マーク・リヴォルシー、映像編集者（* 1962年）
- 2019年 - 辻源太郎、実業家、元豊田自動織機製作所会長（* 1921年）
- 2019年 - 堂本正樹、劇作家、演出家、演劇評論家（* 1933年）
- 2019年 - アルトゥーラス・リムケヴィチュス、サッカー選手（* 1983年）
- 2020年 - 小原啄葉、俳人（* 1921年）
- 2020年 - ジュリエット・グレコ[32]、シャンソン歌手（* 1927年）
- 2020年 - 岩松繁俊[33]、経済学史・社会思想史学者、平和活動家、長崎大学名誉教授（* 1928年）
- 2020年 - ピエール・トロワグロ、料理人（* 1928年）
- 2020年 - W・S・ホランド、ドラマー（* 1935年）
- 2020年 - ゲイル・セイヤーズ、アメリカンフットボール選手（* 1943年）
- 2020年 - 佐竹隆幸、経営学者（* 1960年）
- 2021年 - スー・トンプソン（英語版）、歌手（* 1925年）
- 2022年 - ルイーズ・フレッチャー、女優（* 1934年）
- 2022年 - ザック・エストリン、テレビプロデューサー、脚本家（* 1971年）
- 2022年 - スターマン、プロレスラー（* 1974年）
- 2023年 - 林亨泰（中国語版）、詩人、作家（* 1924年）

## 記念日・年中行事
- 秋分（2012年から2043年は平年が該当）
二十四節気のひとつ。昼と夜の長さがほぼ同じになる日。
- 秋分の日（ 日本）※秋分の場合
国民の祝日の一つ。「祖先をうやまい、なくなった人々をしのぶ」日。
- 秋の社日（ 日本、このころ）※秋分に最も近い戊の日
- テニスの日（ 日本）
日本テニス協会と日本プロテニス協会が1998年に制定。
- 不動産の日（ 日本）
全国宅地建物取引業協会連合会（全宅連）が1984年に制定。秋は不動産取引が活発になる時期であることと、「ふ(二)どう(十)さん(三)」の語呂合せから。
- 大原 はだか祭り（ 日本）
千葉県いすみ市で、毎年9月23日、24日の2日間に渡って行われる祭り。江戸時代に始まった五穀豊穣と大漁を祈願する祭事で、大原海岸で行われる神事「汐ふみ」が見どころの一つ。上半身裸の男衆に担がれた十数基の神輿が、太平洋の波の中でもみ合う[34]。
- 福岡町つくりもんまつり（ 日本）
富山県高岡市福岡町で、毎年9月23日、24日の2日間に渡って行われる300年以上の歴史を持つ奇祭。「つくりもん」を作成し、五穀豊穣に感謝を表す。つくりもんとは、野菜、果物、草花を利用し、地元の風物や時節の話題をテーマに作成される庶民芸術作品のこと[35]。
- 大峯山寺 戸閉式（ 日本）
「紀伊山地の霊場と参詣道」は世界遺産に登録されており、その一部を構成する吉野山から熊野本宮大社に至る80kmの「大峯奥駈道」は修験道の修行の道となっている。奈良県吉野郡天川村の山上ヶ岳（1719.2m）の山頂近くに建つ大峯山寺では、毎年5月3日の戸開式から9月23日の戸閉式までの143日間、本堂の扉が開かれ、修験者の入峰期間となっている[36]。
- Celebrate Bisexuality Day（英語版）
1990年、米国のバイセクシュアル団体「BiNet」が制定。バイセクシュアルの人々、コミュニティ、歴史を祝う。
- 建国記念日（ サウジアラビア）
1932年のこの日、ハッサ、カティフ、ナジュド、ヒジャーズが統一してサウジアラビア王国が成立した。
- 海王星の日
1846年のこの日、ヨハン・ゴットフリート・ガレがユルバン・ルヴェリエの予測を基にした観測によって海王星を発見した。
- 万年筆の日
1809年のこの日、イギリスのフレデリック・バーソロミュー・フォルシュが万年筆の原型となる軸内にインクを貯蔵できるペンを考案し、特許を取得したことから。